# Chuanjiesaure
El chuanjiesaure (Chuanjiesaurus) és un gènere de dinosaure sauròpode que va viure al Juràssic mitjà. Va viure en el que actualment és la Xina. L'espècie tipus, Chuanjiesaurus ananensis, fou descrita per Fang, Pang, Lü, Zhang, Pan, Wang, Li i Cheng l'any 2000. Els fòssils es trobaren al poble de Chuanjie, compat de Lufeng, província de Yunnan, Xina, i duen el nom de la localitat on varen ser descoberts.